# Europese Groepering voor Territoriale Samenwerking
De Europese Groepering voor Territoriale Samenwerking (EGTS) is een samenwerkingsvorm met rechtspersoonlijkheid voor lokale, regionale en nationale overheden, ingesteld door Verordening (EG) nr. 1082/2006 van het Europees Parlement en de Raad van 5 juli 2006.
De doelstelling van een EGTS is om "territoriale samenwerking (...) te vergemakkelijken en te bevorderen, met als enig doel de economische en sociale samenhang te versterken" (art. 1, § 2, van de Verordening). Het instrument hangt nauw samen met de Europese Structuurfondsen, maar kan ook voor andere doeleinden worden gebruikt. De eerste EGTS in de hele Europese Unie is de Eurometropool Rijsel - Kortrijk - Doornik, die op 28 januari 2008 het licht zag.